# 지제초등학교
지제초등학교(芝制初等學校)는 대한민국 경기도 평택시에 있는 공립 초등학교이다.

## 학교 연혁
- 2021년 7월 1일 : 교명 지제초등학교 선정[2]
- 2022년 9월 1일 : 개교 (일반 42학급, 특수 1학급, 유치원 4학급 규모)